# اللعبة الإنجليزية
اللعبة الإنجليزية (بالإنجليزية: The English Game) هو مسلسل قصير درامي تاريخي رياضي بريطاني يتناول أصول رياضة كرة القدم في إنجلترا. المسلسل من بطولة إدوارد هولكروفت، كيفن غوثري وشارلوت هوب. صدر المسلسل المكون من 6 حلقات على منصة نتفليكس في 20 مارس 2020.

## وصلات خارجية
- اللعبة الإنجليزية على موقع IMDb (الإنجليزية)
- اللعبة الإنجليزية على موقع روتن توميتوز (الإنجليزية)
- اللعبة الإنجليزية على موقع نتفليكس (الإنجليزية)
- اللعبة الإنجليزية على موقع ليتربوكسد (الإنجليزية)
- اللعبة الإنجليزية على موقع كينوبويسك (الروسية)
- اللعبة الإنجليزية على موقع ألو سيني (الفرنسية)
- اللعبة الإنجليزية على موقع قاعدة بيانات الفيلم (الإنجليزية)